# DF Андромеды
DF Андромеды (лат. DF Andromedae) — одиночная переменная звезда в созвездии Андромеды на расстоянии приблизительно 6726 световых лет (около 2062 парсеков) от Солнца. Видимая звёздная величина звезды — от +13,7m до +12,9m.

## Характеристики
DF Андромеды — красный гигант, пульсирующая полуправильная переменная звезда типа SRB (SRB) спектрального класса M4. Радиус — около 68,04 солнечных, светимость — около 699,168 солнечных. Эффективная температура — около 3598 K.